# Eritrodermia ictiosiforme reticular congénita
La ictiosis con confeti, también conocida como eritroderma ictiosiforme reticular congénito, es una condición genética infrecuente con un cuadro clínico peculiar caracterizada por ictiosis congénita que "mejora" mientras un niño con la condición crece. Esta condición es un ejemplo de un proceso biológico llamado reversión somática/genética, también conocido como "terapia genética natural".

## Signos y síntomas
La condición es muy aparente en el nacimiento; al igual que otras ictiosis congénitas, las personas con esta condición nacen con piel roja escamosa, la parte interesante de esta condición no viene siendo la afección mencionada en si, sino que, en algún momento durante la infancia tardía y la adolescencia; varios parches de piel normal comienzan a crecer en la piel del niño, tanto así que pueden llegar a superar numéricamente a los parches de piel ictiótica anormal. La condición se llama "ictiosis con confeti" debido al tamaño diminuto que los parches de piel anormal roja desarrollan mientras la "normalización" de la piel progresa.

## Complicaciones
La mayoría de las complicaciones asociadas con la ictiosis disminuyen en severidad y/o frecuencia después de que comienza el proceso de reparamiento cutáneo.

## Genética
Esta condición es causada por mutaciones autosómicas dominantes en el gen KRT10, el cual es esencial para la formación de una proteína conocida como queratina 10, que puede ser encontrada encontrada en los keratinocitos del epidermis. El trabajo de esta proteína consiste en pegarse a sí misma a otra proteína queratinoide con el propósito de formar filamentos intermedios, cuya función es proveer fortaleza a la piel. Las mutaciones involucradas en la ictiosis con confeti causan que el gen produzca una proteína queratina 10 anormal, la cual no puede formar filamentos intermedios.

## Patogénesis
La falta de formación de filamentos intermedios apropiados debido a la proteína queratina 10 anormal causa la ictiosis exhibida por los niños que sufren de la condición, en el caso de los pacientes con ictiosis con confeti; dicha proteína irregular termina reparándose a sí misma por medio de un proceso genético complicado; esto causa que la queratina 10 sea normal en algunas células, las cuales terminan creciendo y dividiéndose entre sí y, por ende, termina en la formación y expansión progresiva de parches de piel sana vista en los pacientes con esta condición.

## Diagnóstico
La condición puede ser diagnosticada con pruebas genéticas y examen física.
Spoerri et al. ha propuesto algunos criterios para el diagnóstico de la ictiosis con confeti:

### Criterios mayores
- Escamas con parches de piel sanos
- Hirsutismo
- Orejas malformadas
- Presencia de pezones poco desarrollados

### Criterios menores
- Lunula larga de las uñas
- Presencia de hiperqueratosis palmoplantar
- Ectropion
- Dedos cortos
- Cejas y pestañas de los ojos escasas
- Contracturas articulares
- Peso y tamaño/altura más pequeño de lo normal, pero no anormal en si.

## Tratamiento
El tratamiento para el alivio temporal de los síntomas usualmente consiste principalmente en el uso de keratolíticos y emolientes. Otros métodos de tratamiento para la ictiosis con confeti incluyen el uso de retinoides.

## Prevalencia
En el año 2017, menos de 50 casos han sido descritos en la literatura médica, haciendo de esta condición una muy infrecuente. Su prevalencia estimada es de menos de 1 de cada millón de nacimientos vivos alrededor del mundo.

## Historia
La condición fue descubierta en el año 1984 por Camenzind et al. Los investigadores describieron la condición en 2 niños (una niña italiana y un niño francés) que no tenían relación familiar alguna y la nombraron "ictiosis con confeti". Ambos niños habían sido tratados con retinoides orales los cuales aceleraron el proceso de "recuperación" de la enfermedad, y los parches de piel anormal se hicieron tan pequeños que, según los autores, parecía que confeti había sido lanzado a los brazos de los niños. Algunas características que fueron notadas fueron el mal olor corporal que era emanado por el niño francés (que fue descrito como siendo similar al olor que el ácido butírico suelta) y el hirsutismo que la niña había desarrollado a una edad corta en sus piernas.
El gen y la mutación responsable por la condición fue descubierto en 2010 por Choate et al, cuando hicieron pruebas genéticas de regiones genéticas asociadas con la ictiosis en 7 familias con ictiosis de confetti y encontraron una mutación en el gen KRT10. Los parches de piel sanos no portaban el gen mutado, mientras que los parches de piel que aún seguían afectados con ictiosis si lo portaban. La primera prueba genética fue hecha en un trío de un padre y su hijo, ambos de los cuales padecían la enfermedad.